# آنا خاچیکیان
آنا خاچیکیان (ارمنی: Աննա Խաչիյան؛ روسی: Анна Леонидовна Хачиян؛ زادهٔ ۲۳ اوت ۱۹۸۵) منتقد فرهنگی، نویسنده و پادکست‌ساز ارمنی‌تبار اهل روسیه-ایالات متحده آمریکا است. وی از سال ۲۰۱۸ میلادی تاکنون مشغول فعالیت بوده‌است. میزبان مشترک پادکست en:Red Scare (podcast) مستقر در نیویورک سیتی می‌باشد.

## زندگی‌نامه
وی در  ۲۳ اوت ۱۹۸۵ در مسکو به دنیا آمد. لئونید خاچییان پدر وی بود. وی از دانشگاه راتگرز و دانشگاه نیویورک فارغ‌التحصیل گشت. 